# Каргала (Томская область)

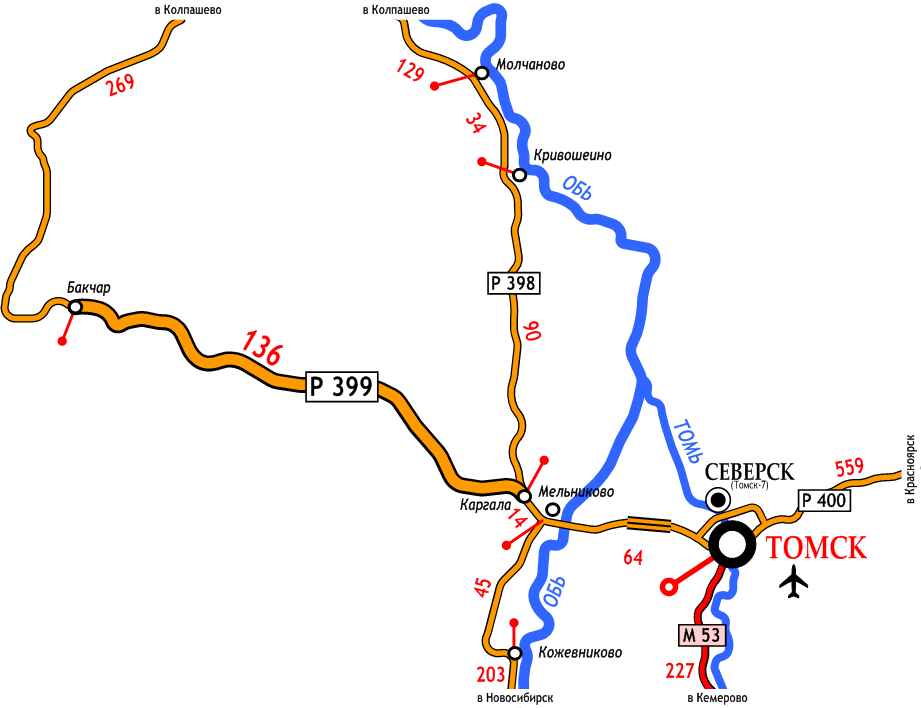
Каргала находится в месте ответвления автодороги Р399 от Р398

Каргала́ (южносельк. Ӄорӷ ола́) — село в Шегарском районе Томской области, входит в Баткатское сельское поселение.

## География
Село расположено на реке Каргалинка, к северо-западу от районного центра села Мельниково.

## История
Село появилось как татарское, в середине XVI века. В советское время здесь существовал известный колхоз «Гигант», сейчас не действует. Фермерское хозяйство Евгения Осипова. Инкубационно-птицеводческое хозяйство разводит гусей Линдовской породы.
Через Каргалу проходят две важные областные автомагистрали Р398 (Томск — Каргала — Колпашево) и Р399 (Каргала — Бакчар), связывающие центральные и западные районы Томской области с областным центром.
Рядом с селом проходит магистральный газопровод Парабель — Кузбасс, село было газифицировано в начале XXI века. Зимой 2005 года, в результате аварии на газопроводе село почти сутки оставалось без отопления.
Улицы: Гагарина, Ленина, Лесная, Мира, Мичурина, Новая, Советская, Чапаева, Юбилейная. Переулки: Молодёжный, Школьный. Почтовый индекс — 636150.

## Население
| 1920 | 1926 | 2002 | 2010 | 2012 | 2013 | 2014 |
| ---- | ---- | ---- | ---- | ---- | ---- | ---- |
| 784  | ↗865 | ↘737 | ↗738 | ↘728 | ↘699 | ↗707 |
| 2015 | 2021 |      |      |      |      |      |
| ↘703 | ↗764 |      |      |      |      |      |